# 鳳林寺 (岐阜県富加町)
鳳林寺（ほうりんじ）は岐阜県加茂郡富加町羽生にある子安観世音菩薩を本尊とする臨済宗妙心寺派の寺院で、山号は羽生山。中濃八十八ヶ所霊場55番札所である。
加治田龍福寺開山の天猷玄晃にを師とする揚州玄販が慶長年間に開いた。京都桂昌院の幻堂による延宝4年（1676年）の讃がある開山の頂相を所蔵する。寺の鐘は昭和23年（1948年）に鋳られたもので、本堂は昭和48年（1973年）に再建されたものである。また、現在の弘法堂は昭和62年（1987年）の再建である。